# Otto secondi di gloria
Otto secondi di gloria (8 Seconds) è un film biografico del 1994 diretto da John G. Avildsen.